# Tioindaco
Il tioindaco è un composto organico che viene utilizzato per tingere tessuti in poliestere. Il tioindaco è correlato all'indaco colorante di origine vegetale, dove due gruppi NH sono sostituiti con due atomi di zolfo.
Il tioindaco è generato dall'alchilazione dello zolfo nell'acido tiosalicilico con acido cloroacetico. Il tioetere risultante ciclizza in 2-idrossitianaftene, che viene facilmente convertito in tioindaco. Il relativo composto 4,7,4',7'-tetraclorotioindaco, anch'esso un colorante commercialmente importante, può essere preparato mediante clorurazione del tioindaco.